# グッド・モーニング・グッド・モーニング
「グッド・モーニング・グッド・モーニング」（Good Morning Good Morning）は、ビートルズの楽曲である。1967年に発売された8作目のイギリス盤公式オリジナル・アルバム『サージェント・ペパーズ・ロンリー・ハーツ・クラブ・バンド』に収録された。レノン＝マッカートニー名義となっているが、ジョン・レノンによって書かれた楽曲で、レノンの楽曲特有の言葉のリズムに合わせた変拍子（3拍子・4拍子・5拍子）が使用されている。ケロッグのコーンフレークのCMに触発されて書いた楽曲で、「It's time for tea and Meet the Wife（お茶と『ミート・ザ・ワイフ』の時間なんだ）」というフレーズは、当時放送していたBBCの同名のシットコムのことを指している。

## 背景・曲の構成
1966年3月4日に『イヴニング・スタンダード』紙で、「ビートルはどんな暮らしをしているのか？ ジョン・レノンはこんな暮らしをしている」と題した記事が発表された。この記事では、レノンの「僕たちはキリストより人気がある」という発言が物議を醸したが、記事の大半は「分厚い板が貼られ、分厚いカーペットが敷かれたチューダ様式風の広大な家」と評されたレノンの自宅と、「他人との交流がなく、奇妙に時間を超越した」生活について触れられていた。
レノンは、サリー州ウェイブリッジに住んでいたが、当時の生活についてレノンは「ウェイブリッジじゃ全然ダメ。バス停みたいな感じで、一時的にいるだけ。銀行家や株の仲買人が住んでいるところだ」と語っている。このため、ポール・マッカートニーは本作をそうした不満を歌ったものと見なし、「ジョンは郊外に囚われてしまったように感じていたし、シンシアとも問題を抱えていた。これは当時の退屈な生活に関する曲だったけど、同時にジョンは危機感を抱き始めていて、そこから『グッド・モーニング・グッド・モーニング』が生まれたんだ」と語っている。
レノンは、本作について「曲を書くときは、いつもテレビを小さい音でつけていた。『グッド・モーニング・グッド・モーニング』はケロッグのコーンフレークのCMが元ネタ」と明かしている。1968年の『ローリング・ストーン』誌のインタビューでは「昔あったことについて書いた。『グッド・モーニング・グッド・モーニング』は全然良いと思わなかった。やっつけ仕事だ。でもこれは僕の過去についての曲で、子供の頃学校に通っていた頃のイメージ」と語っている。
「グッド・モーニング・グッド・モーニング」は117BPMで演奏され、レノンの楽曲特有の言葉のリズムに合わせた変拍子（3/4拍子・4/4拍子・5/4拍子）が使用されている。

## レコーディング
「グッド・モーニング・グッド・モーニング」のレコーディングは、1967年2月8日にEMIレコーディング・スタジオのスタジオ2で開始された。4トラック・レコーダーのトラック1にマッカートニーとリンゴ・スターのドラム、トラック2にレノンのエレクトリック・ギターが録音され、16日にスタジオ3でマッカートニーがトラック3にベース、レノンがトラック4にリード・ボーカルがオーバー・ダビングされた。この時点でテイク数は8となった。3種類のインストゥルメンタル・トラックは、リダクション・ミックス・テイク10と命名され、別のテープの1トラックにミックスされて、レノンのボーカルはトラック4に移し替えられた。
3月13日に外部ミュージシャンによるホーン・セクションが追加された。ホーン・セクションの音はレノンの要望に応じて、ジョージ・マーティンがリミッターやコンプレッサーを導入してブラスの音を加工した。28日にバッキング・ボーカルがトラック3に追加され、同じトラックにマッカートニーがフェンダー・エスクワイヤーで弾いたギターソロも録音された。
また、3月28日にはEMIレコーディング・スタジオのサウンド・エフェクツ・ライブラリーより発見された動物の鳴き声を録音したテープを編集する作業が行われ、ライブラリーから鳥、ネコ、イヌ、ウマ、ヒツジ、トラ、ゾウの鳴き声に加え、狩猟用のラッパの音が選ばれた。レノンはレコーディング・エンジニアのジェフ・エメリックに対し、食物連鎖と弱肉強食を連想させる動物（主に家畜）の鳴き声を追加するように依頼した。このうち鳥の鳴き声は、次曲「サージェント・ペパーズ・ロンリー・ハーツ・クラブ・バンド (リプライズ)」のオープニングに合わせてギターのような音になっている。またエメリックは、レノンの要望はザ・ビーチ・ボーイズのアルバム『ペット・サウンズ』に収録の「キャロライン・ノー」のコーダに触発されたものとしている。
1996年に発売された『ザ・ビートルズ・アンソロジー2』には、動物の鳴き声のSEがダビングされる前の音源が収録され、2017年に発売された『サージェント・ペパーズ・ロンリー・ハーツ・クラブ・バンド (50周年記念アニバーサリー・エディション)』には、テイク1とテイク8が収録された。
2006年に発売されたシルク・ドゥ・ソレイユのショーのサウンドトラック・アルバム『LOVE』に収録されている「ビーイング・フォー・ザ・ベネフィット・オブ・ミスター・カイト / アイ・ウォント・ユー / ヘルター・スケルター」に、本作のウマの鳴き声が使用された。

## クレジット
※出典
ビートルズ
- ジョン・レノン - ダブルトラックのリード・ボーカル、リズムギター、バッキング・ボーカル
- ポール・マッカートニー - ベース、リードギター、バッキング・ボーカル、バスドラム
- ジョージ・ハリスン - リズムギター、バッキング・ボーカル
- リンゴ・スター - ドラム、タンバリン

外部ミュージシャン
- バリー・キャメロン、デヴィッド・グライド、アラン・ホームズ - サクソフォーン
- ジョン・リー他1名 - トロンボーン
- 演奏者不明 - フレンチ・ホルン
- サウンズ・インコーポレーテッド - ブラス

スタッフ
- ジェフ・エメリック - エンジニア
- ジョージ・マーティン - プロデュース

## カバー・バージョン
- ザ・トリフィド（英語版） - 1988年に発売されたコンピレーション・アルバム『Sgt. Pepper Knew My Father』に収録された[17]。
- The M's - 2007年に発売されたモジョ誌によるコンピレーション・アルバム『Sgt. Pepper ...With A Little Help From His Friends』に収録された[18]。
- イージー・スター・オール・スターズ（英語版） feat. スティール・パルス - 2009年に発売されたコンピレーション・アルバム『Easy Star's Lonely Hearts Dub Band』に収録された[19]。
- チープ・トリック - 2009年に発売されたライブ・アルバム『Sgt. Pepper Live』に収録された[20]。
- ミッキー・ドレンツ - 2012年に発売されたアルバム『Remember』に収録された[21]。
- ゾーク（英語版）、グレイス・ポッター & トレジャー・ママル - 2014年に発売されたザ・フレーミング・リップスのカバー・アルバム『With a Little Help from My Fwends』に収録された。